# Djupa andetag
Djupa andetag (рус. Глубокий вдох) — пятый студийный альбом шведской певицы Анни-Фрид Лингстад, выпущенный 20 сентября 1996 года на лейбле Anderson Records.

## Запись
Альбом был выпущен в продажу исключительно в странах Скандинавии, так как Фрида опасалась чрезмерного внимания к себе, как во времена существования ABBA, и хотела петь на родном шведском языке. Несмотря на это, альбом был замечен в Германии и в 1998 году там был выпущен альбом ремиксов Frida — The Mixes. Песни записывались в течение нескольких лет, продюсером стал давний знакомый Лингстад — Андерс Гленмарк, известный в Швеции как композитор и солист Gemini.
Как председатель шведской экологической организации Det Naturliga Steget-Artister För Miljön (рус. «Артисты для окружающей среды») Фрида решила записать зрелый альбом с текстами, посвящёнными «внутренней личной среде» и природе. Композиция Фриды «Kvinnor Som Springer» (рус. «Женщины, которые бегут») была вдохновлена книгой «Женщины, которые бегут с волками» Клариссы Пинколы Эстес. Это одна из немногих песен в её карьере, которые Фрида написала сама.
В 1995 году во время записи Анни-Фрид попросила Агнету Фельтског записать с ней «Alla mina bästa år», но та отказалась, сославшись на возможность появления слухов о воссоединении ABBA, и дуэт был записан с Мари Фредрикссон, песня и её ремиксы стали хитом. Запись на шведском языке проходила с 18 марта по 9 августа 1996 года в многочисленных студиях Стокгольма, включая Polar Studios, Sveriges Radio Studio и Cirkus. Бэк-вокалистками стали шведские певицы Карен Гленмарк и Катерина Нордстрём. Часовой документальный фильм о создании, видеоклипах и записи альбома (под названием «Фрида — mitt i live») транслировался по шведскому телевидению. Он также доступен на DVD Frida — The DVD, включая интервью с Фридой и продюсером Андерсом Гленмарком.
Альбом занял первое место в чартах альбомов Швеции.
Сингл «Även En Blomma» (рус. «Даже цветок») занял 6-е место в Израиле и 11-е место в Швеции.

## Критика
Djupa andetag был встречен благосклонно. Критик Брюс Эдер из AllMusic похвалил Лингстад за её «относительно маломощный» голос, содержание и её вокальный стиль в альбоме как «более выразительный и личный, чем любое её пение на более ранних записях», а также отметил, что это был зрелым шагом для певицы.

## Список композиций
| №   | Название                                       | Автор(ы)                        | Длительность |
| --- | ---------------------------------------------- | ------------------------------- | ------------ |
| 1.  | «Älska mig alltid»                             | Андерс Гленмарк, Туре Рангстрём | 4:33         |
| 2.  | «Ögonen»                                       | Андерс Гленмарк                 | 4:18         |
| 3.  | «Även en blomma»                               | Андерс Гленмарк                 | 4:36         |
| 4.  | «Sovrum»                                       | Андерс Гленмарк                 | 3:47         |
| 5.  | «Hon fick som hon ville»                       | Андерс Гленмарк                 | 4:36         |
| 6.  | «Alla mina bästa år» (дуэт с Мари Фредрикссон) | Андерс Гленмарк                 | 4:41         |
| 7.  | «Lugna vatten»                                 | Андерс Гленмарк, Леиф Ларсон    | 3:27         |
| 8.  | «Vem kommer såra vem ikväll»                   | Андерс Гленмарк, Фред Йоханссон | 4:32         |
| 9.  | «Sista valsen med dig»                         | Андерс Гленмарк                 | 5:29         |
| 10. | «Kvinnor som springer»                         | Анни-Фрид Лингстад              | 4:46         |

## Участники записи
Список составлен по сведениям базы данных Discogs.

| Музыканты: - Анни-Фрид Лингстад — ведущий вокал (все песни), бэк-вокал (в песнях 1, 2, 3, 5, 7, 8, 10) - Андерс Гленмарк — бэк-вокал (все песни), акустическая гитара (в песне 4), гитара (в песне 10), фортепиано (в песнях 3, 9), клавишные (в песнях 1, 2, 4, 10), бас-гитара (в песнях 1, 3, 4, 5, 6, 8, 9), меллотрон (в песне 5), программирование ударных (в песнях 2, 10), электрическое фортепиано (в песне 6), синтезатор (в песне 8) - Мари Фредрикссон — вокал (в песне 6) - Фред Йоханссон — бэк-вокал (в песнях 2, 8, 7) - Анна Штадлинг — бэк-вокал (в песнях 6, 8) - Карин Гленмарк — бэк-вокал (в песнях 1, 3, 7) - Катарина Нордстрём — бэк-вокал (в песнях 2, 10) - Кристер Янссон — ударные (в песнях 3, 5, 7, 8, 9), перкуссия (в песнях 1, 6) - Стефан Олссон — бас-гитара (в песне 7) - Йохан Линдстрём — гитара (в песнях 3, 6), электрогитара (в песне 5), акустическая гитара (в песне 7), слайд-гитара (в песне 7), соло-гитара (в песне 9) | Музыканты: - Йонас Исакссон — гитарное соло (в песне 1), гитара (в песнях 2, 3, 6, 8), акустическая гитара (в песне 5), двенадцатиструнная гитара (в песнях 5, 7, 9), гитарное соло с wah-wah педалью (в песне 10) - Кайтек Войцеховский — аккордеон (в песне 5) - Томми Лиделл — колокольчики (в песне 7) - SNYKO [Стокгольмский новый камерный оркестр] — струнные (в песнях 1, 6, 7, 8, 9) Технический персонал: - Андерс Гленмарк — музыкальный продюсер - Аса Винцелл — мастеринг-инженер - Леннарт Эстлунд — звукоинженер - Андерс Хегглоф — ассистент звукоинженера (в песнях 1, 6, 7, 8, 9) - Миа Лоренцсон — ассистент звукоинженера (в песнях 1, 6, 7, 8, 9) - Кент Нюберг — дизайнер - Карл Бенгтссон — фотограф |

| Хит-парад (1996—1997)               | Высшая позиция |
| ----------------------------------- | -------------- |
| Норвегия (VG-lista)                 | 17             |
| Финляндия (Suomen virallinen lista) | 32             |
| Швеция (Sverigetopplistan)          | 1              |

| Регион                                                      | Сертификация | Продажи |
| ----------------------------------------------------------- | ------------ | ------- |
| Швеция (GLF)                                                | Золотой      | 50 000^ |
| ^ Данные о тиражах приведены только на основе сертификации. |              |         |